# Prima Divisione (Siria)
La Prima Divisione (in arabo الدوري السوري – الدرجة الأولى‎?, Al-Dawriu Al-Suwriu - Al-Darajat Al-Uwlaa, "Lega siriana - prima divisione") è la seconda divisione del campionato siriano di calcio, posta sotto l'egida della federazione calcistica locale.
La prima edizione della Prima Divisione si svolse nel 1960. Così come in molti campionati europei, la competizione si disputa nel periodo che va da settembre a maggio. Comprende 24 squadre divise in 4 gironi da 4 squadre ciascuno, divisi secondo la loro collocazione geografica, e un turno finale a 8 squadre, divise in due gruppi da 4 compagini ciascuno. Le prime due classificate di ognuno dei due gironi finali sono promosse in Prima Lega, le ultime due classificate retrocedono in Seconda Divisione.

## Squadre
Stagione 2019-2020
Gruppo 1:
1. Al-Kiswah
2. Al-Majd
3. Al-Yaqdhah
4. Al-Nabek
5. Muadamiyat al-Sham
6. Al-Shouleh

Gruppo 2:
1. Al-Muhafaza
2. Al-Horgelah
3. Jaramana
4. Al-Nidal
5. Al-Arabi
6. Jayrud

Gruppo 3:
1. Afrin
2. Al-Jihad
3. Al-Tadamon
4. Ommal Hama
5. Qamhana
6. Al-Herafyeen

Gruppo 4:
1. Al-Hurriya
2. Shorta Hama
3. Baniyas Refinery
4. Morek
5. Amuda
6. Ommal Aleppo